# Шельфовый ледник Шеклтона
Ше́льфовый ледни́к Ше́клтона — шельфовый ледник в Восточной Антарктиде, на побережье Земли Королевы Мэри и Земли Уилкса, расположенный между 95° и 105° восточной долготы.
Ледник простирается вдоль берега на 440 км и выступает в море Моусона на 170 км. Площадь составляет 37,4 тыс. км² и периодически изменяется из-за откалывания айсбергов. В средней части в него вливаются мощные выводные ледники Денмена и Скотта. Высота поверхности составляет 15-35 м, толщина льда — от 180 до 200 м. В некоторых местах над поверхностью до 250—300 м возвышаются ледниковые купола.
Ледник был открыт в 1840 году американской экспедицией Чарльза Уилкса. Назван австралийской антарктической экспедицией Дугласа Моусона (1911—1914) в честь британского полярного исследователя Эрнеста Шеклтона.